# Central European Tour: Szerencs-Ibrány
La Central European Tour: Szerencs-Ibrány és una competició ciclista d'un sol dia. Es disputa entre Szerencs i Ibrány, a Hongria. Creada el 2014, formà part del calendari de l'UCI Europa Tour l'únic any que es disputà.
Juntament amb el Central European Tour: Košice-Miskolc i el Central European Tour: Isaszeg-Budapest formen un conjunt de curses que es disputen a l'estiu a Hongria.

## Palmarès
| Any  | Vencedor    | Segon       | Tercer         |
| ---- | ----------- | ----------- | -------------- |
| 2014 | Mamyr Stash | Vitali Buts | Filip Eidsheim |